# 두정란
두정란(杜廷蘭, 1550년∼1592년)은 조선 중기의 장군이며 의병장이다. 본관은 두릉(杜陵))이고, 옥구현(현 군산시) 회현면에서 출생하였다.

## 가족 관계
두정란장군은 조선시대 옥구현(沃溝縣)에 세거한 두릉두씨 가문 출신으로, 시조 두경령(杜慶寧)의 15세손이고, 옥구 입향조 두승손(杜承孫)의 현손이다. 효행이 뛰어나 정부에서 정려를 내린 두세준(杜世俊)의 증손이고, 어모장군 선무랑(宣務郎)을 지낸 두헌(杜憲)의 손자이며, 현감을 지낸 두사순(杜思順)의 아들이다. 외할아버지는 김경림(金敬林)[본관은 광산] 또는 부장(部將)을 지낸 윤욱(尹岦) 이고, 장인은 윤몽룡(尹夢龍)이다.[5,6,10]
두정란의 가문의 연원은 두릉두씨(杜陵杜氏)의 족보와 중앙일보사(中央日報社)에서 발행한 『성씨의 고향(姓氏의 故鄕)』과 『한국인의 족보(韓國人의 族譜)』등의 문헌에 따르면, 시조(始祖) 두경녕은 중국 송(宋)나라의 두릉인(杜陵人)인데 송의 태종(太宗) 때에 병부상서(兵部尙書)의 자리에 있었는데, 당시 그는 진종(眞倧)의 옹립은 반대하다가 실패하여 소주자사(蘇州刺史)로 죄천되자, 이에 아들인 중서사인(中書舍人) 두지건(杜之建)과 우습유(右拾遺) 두지봉(杜之逢) 형제를 데리고 정처없이 배를 타고 가다가 풍랑을 만나, 1004년(목종 7)우리나라의 궁지현(宮池縣：지금의 전라북도 김제군 만경읍,만경현(萬頃縣)에 있는 궁지도(宮池島)라는 지금의 고군산도(古群山島)에 표착하게 고려에 귀화하였다[10,11]. 당시 고려의 조정에서는 이 사실의 알고 목종(穆宗)이 두경녕에게 좌사관(左史官)이란 벼슬을 내리고 궁지현(宮池縣)를 식읍으로 하사하고 두릉군(杜陵君)에 봉했다.[10,11].

## 생애및 활동상황
두정란의 호(號)는 수의당(守義堂)이며, 중봉 조헌(趙憲)의 문인이다.[3] 공은 고려조에서 문하시중을 지낸 두경승 장군의 9대손이며, 1550(명종5년)에 옥구현(현 군산시) 회현면 금광리에서 출생하셨다.[3] 유년시절부터 용력(勇力)이 있어 1586(선조20년) 무과에 급제하였고, 그 후 무관직(武官職)인 어모장군(禦侮將軍)행(行)마도만호(馬島萬戶)를 역임하였다.[1] 고향인 향리로 돌아와서는“장부(丈夫)처세(處世)는 충효(忠孝)을 이루는 것이 우선”이라고 말씀하셨다.[8] 1592년 5월23일 (음력4월15일) 일어난 임진왜란은 우리나라 역사상 가장 참혹한 전란의 하나이었다. 임진왜란이 일어나자 두정란 공은 고국이 왜적에게 무참히 짓밟히는 참상에 비분강개하여 나라를 위한 충정을 불태우며, 주변 사람들에게 일본군과 맞서 싸울 것을 호소하였다.[1] 592년(선조 25) 7월~8월, 고바야카와 다카카게[小早川隆景]가 이끄는 일본군이 전라도로 진출하기 위해 금산성(錦山城)을 점령하고 세력을 크게 떨치고 있을 때[2]에 김제군수 정담, 해남현감 변응정(邊應井)과 함께 웅치전투에서 공훈을 세웠으며, 권율장군과 함께 이치(梨峙)에서 일본군을 크게 물리쳤다.[1,4]
산의 협로(峽路)에 목책(木柵)을 설치하여 이로써 적(敵)을 방어하였다. 진(陣)에서 공은 활을 당기어 화살을 쏘는데 있어 한발도 허실로 쏘지 않는 백살백중(百發百中)이었다. 시체가 산을 이루고 흐르는 피가 개천을 이루었다. 적의 우두머리(敵魁) 1인이 백마(白馬)를 타고 병졸 앞에서 감시하고 독촉하여 우리 군사들은 감히 적진을 범하지 못하였다. 이때 공께서는 적의 우두머리(敵魁)를 향하여 돌진하여 화살을 쏘아 그의 가슴의 중앙을 맞혀, 적장이 말에서 떨어져 죽자, 말이 좌충우돌(左衝右突)하여 적병 수백 급을 사살하였다. 화살이 떨어지고 손가락이 찧어지어 기력(氣力)이 다할 때 적병들이 산의 정상에서 대규모로 나타나 공(公)께서는 흰 칼날 과 화살을 무습쓰고 분전(奮戰)하였다.[7,8,9]공(公)이 선봉장(先鋒將 )으로 참전한 웅치 및 이치전투는 임진왜란 초기 호남 방어에 결정적인 분수령이 된 전투이다.[3] 뒤에 스승 조헌과 합류하여, 일본군이 점령하고 있는 금산성을 탈환하기 위해 힘껏 싸우다가 참전한 모든 병사와 함께 전사하였다. 이 때 훈련원(訓練院) 봉사(奉事)를 거쳐 부장(副將)을 지낸 동생 두정협(杜廷莢)도 함께 전사하였는데[2,3], 전사한 스승 조헌 및 두정란 공과 의병들의 무덤을 세인들은‘금산 칠백의총(錦山七百義塚)’이라고 부른다.[2,3,4] 왜군들도 많은 사상자를 내고 물러났다. 웅치 및 이치전투, 그리고 금산전투의 전적(戰績)으로 호서(湖西) 호남(湖南)지방이 온전하게 되었다. 1604년(선조37년)에 선무원종공신(宣武原從功臣)에 녹훈(錄勳)되었고 선조로부터 철권(鐵券)을 하사 받았다.[1,2,3] 공의 추모 및 배향은 임진왜란 때 금산지역 특히 이치전투에서 왜군과 맞서 항전한 권율장군과 그 휘하의 장수를 봉안하기 위하여 고종 23년(1886년)에 건립된 금곡사[金谷祠](금곡대첩사)에 배향되었고 ,일제 강점기에 옥구 지역의 선현 14분을 배향하고 추모하기 위해 지역유림들이 건립한 옥산사(玉山祠)에 배양되었다.[4,5,9]

## 임진왜란 의병장 두정란장군묘역 묘역 향토문화유산 지정(2019년11월7일)
```
군산시는 군산 옥구읍 오곡리 소재 ‘두정란 장군 묘역’을 군산시 향토문화유산 제21호로 지정됐다.두정란(1550~1592년) 장군은 두사순의 아들로 임진왜란 당시 웅치전투에 공훈을 세워 전주성 방어의 위업에 기여한 옥구현 출신의 인물이다.두정란 분묘는 건립된 지 422년으로 봉분 원형이 잘 보존돼 있고, 봉분앞 묘비와 상석, 문인석 등은 1831년에 건립돼 웅치전투 연구에 중요한 학술적 고증의 가치가 있다.두 장군이 참전한 웅치전투는 임진왜란 초기 전황이 가장 어려운 상황에서 전라도로 침공해 들어오는 왜적을 막아 호남을 지킨 전투일 뿐만 아니라, 나아가 조선을 구한 전투라고 평가받고 있다.사료에 따르면 두 장군은 임진왜란을 당해 고향인 옥구현에서 주위의 많은 사람에게 왜병과 맞서 싸워 국가를 수호할 것을 설득하고 격려했다.군병을 모집해 웅치의 왜적이 있는 곳으로 곧바로 가서 김제군수 정담, 해남현감 변웅정과 같이 분전해 왜적을 토벌하고 순절했다.순절 후 후손들이 현재의 옥구읍 오곡리에서 초혼의 장례를 지내고, 1831년에 묘비와 장군석을 세웠다.사후인 1604년(선조 37) 선무원종공신에 녹훈됐고, 금곡대첩사와 군산시 옥산서원에 배향됐다.두정란 묘역은 분묘가 조성된 이래 400여년 넘게 후손들이 정성껏 관리해왔다는 점에서 역사적, 문화적 가치를 인정받았다.
```

## 임진왜란 의병장 두정란장군묘역 묘역 향토문화유산 지정언론기사
군산시(시장 강임준)가 지난 5일 옥구읍 오곡리에 소재한 ‘두정란장군 묘역’을 향토문화유산 제21호로 지정했다. 향토문화유산 21호로 지정된 “두정란장군 묘”는 조선 선조조 무신인 두정란(杜廷蘭, 1550~1592년)의 묘이다. 두정란장군은 임진왜란 당시 웅치전투에 공훈을 세워 전주성방어의 위업(偉業)에 기여한 옥구현(沃溝縣)출신의 인물이다.사료에 따르면 두 장군은 임진왜란(壬辰倭亂)을 당하여 고향인 옥구현에서 군병을 모집하여 웅치(熊峙)의 왜적이 있는 곳으로 직바로 가서 김제군수 정담(鄭湛),해남현감(海南縣) 변웅정(邊雄井)과 같이과 같이 분전하여 왜적을 토벌하고 시진역궁(矢盡力窮)으로 순절하였다.
- 연합뉴스,네이버뉴스,전북일보등 20개 언론사

## 상훈 및 배향
1. 1604년(선조37년) 선무원종공신(宣武原從功臣) 녹훈(錄勳)
2. 1604년(선조37년) 철권(鐵券)을 하사 받음.
3. 고종 23년(1886년) 건립된 금곡사[金谷祠](금곡대첩사)에 배향
4. 일제 강점기(1929년) 건립된 옥산사(玉山祠)에 배양

## 평가
두정란장군은 “장부(丈夫)의 처세(處世)는 도덕(道德)과 충효(忠孝)을 이루는 것이 우선” 이라고 주변사람을 깨우쳤으며. 임진왜란(壬辰倭亂)이 일어나자 주위의 많은 사람에게 왜병과 맞서 싸워 국가를 수호할 것을 설득하고 격려하였고, 호국의 일념에서 의병을 일으킨 군산지역의 의병장이다. 두 장군이 참전한 웅치전투 및 이치전투는 임진왜란 초기 전황이 가장 어려운 상황에서 전라도로 침공해 들어오는 왜적을 막아 호남을 지킨 전투일 뿐만 아니라, 나아가 조선을 구한 전투라고 평가받고 있다.

## 참고 문헌
- 『옥구군지(沃溝郡誌)』節義條 옥구향교, 1924
- 『沃溝郡誌』옥구군지 편찬위원회, 옥구군 1990.11
- 『沃溝人物誌』옥구문화원 1991
- 『群山市史』 군산시사편찬위원회, 군산시 2000.12
- 『전라 문화의 맥과 전북 인물』 전북 대학교 전라 문화 연구소, 1990
- 한국향토문화전자대전
- 『金谷誌名賢錄』 弘文社,1934(甲戌,소화9년)
- 『金谷誌』,1932(壬申)
- 『金谷祠誌』,1966(丙午)
- 『군산지역가문과 인물Ⅰ』, 김두헌, 군산문화원 2018>
- 『杜陵杜氏 世譜』1898년(戊戌)
- 『杜陵杜氏 世譜』1986년(丙寅)